# Bộ Xuyên (巛)
Bộ Xuyên, bộ thứ 47 có nghĩa là "sông" là 1 trong 31 bộ có 3 nét trong số 214 bộ thủ Khang Hy.
Trong Từ điển Khang Hy có 26 chữ (trong số hơn 40.000) được tìm thấy chứa bộ này.

## Tự hình Bộ Xuyên (巛)

Giáp cốt văn
Kim văn
Đại triện
Tiểu triện

## Chữ sử dụng Bộ Xuyên (巛)
| Số nét bổ sung | Chữ                                   |
| -------------- | ------------------------------------- |
| 0              | 巛/xuyên/ 巜/quái/ 川/xuyên/          |
| 3              | 州/châu/ 巟/hoang/ 巠/kinh/ 巡/duyên/ |
| 8              | 巢/sào/ 巣/sào/                       |
| 12             | 巤/liệp/                              |